# Spelthorne
Spelthorne is een Engels district in het shire-graafschap (non-metropolitan county OF county) Surrey en telt 99.000 inwoners. De oppervlakte bedraagt 45 km².
Van de bevolking is 16,7% ouder dan 65 jaar. De werkloosheid bedraagt 2,0% van de beroepsbevolking (cijfers volkstelling 2001).
Voor 1965 was Spelthorne een deel van het graafschap Middlesex.

## Plaatsen in district Spelthorne
- Ashford (Surrey)
- Laleham
- Shepperton
- Stanwell
- Staines
- Sunbury-on-Thames